# 平林英子
平林 英子（ひらばやし えいこ、1902年11月23日 - 2001年12月17日）は、日本の小説家。中谷孝雄の妻で、本名中谷英子。
長野県南安曇郡梓村（現松本市）出身。武者小路実篤に師事し、新しき村に入る。1924年中谷孝雄と結婚。1932年日本プロレタリア作家同盟に加わる。1934年の作家同盟解散後は『日本浪曼派』に所属。1940年創作集「南枝北枝」を出版。1974年「夜明けの風」で芸術選奨新人賞受賞。2001年、老衰のため99歳で死去。

## 著書
- 南枝北枝 ぐろりあ・そさえて 1940 (新ぐろりあ叢書)
- 流れる星 偕成社 1949
- 面影いずこ 偕成社 1950
- 青空の人たち 皆美社 1969
- 夜明けの風 浪曼 1973
- 高原にも雀が 皆美社 1985.1
- マロニエと梅の花 随筆集 朝日書林 1991.11

## 参考
- 『風に向かった女たち 聞き書き 望月百合子、平林英子、松田解子 岡田孝子』（沖積舎 2001年）
- 『来し方の記 5』（信濃毎日新聞社 1983年）